# Ombolata Ulu
Ombolata Ulu is een bestuurslaag in het regentschap Gunungsitoli van de provincie Noord-Sumatra, Indonesië. Ombolata Ulu telt 1208 inwoners (volkstelling 2010).